# Geunitz
Geunitz ist ein Ortsteil der Gemeinde Reinstädt im Saale-Holzland-Kreis in Thüringen.

## Geografie

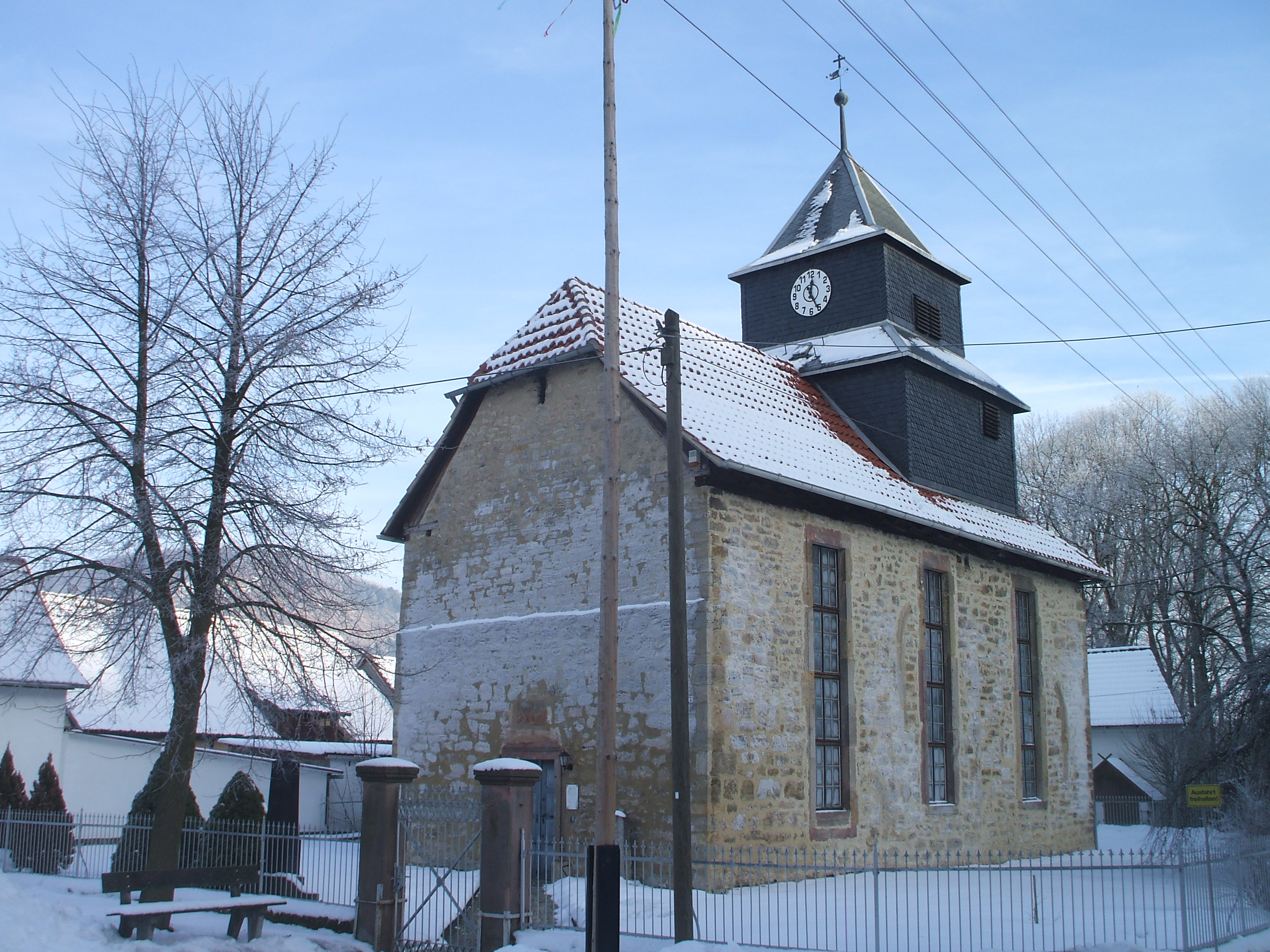
Dorfkirche

An der Einmündung eines kleinen Nebentals in den Reinstädter Grund liegt Geunitz südwestlich von Reinstädt entfernt. Nur die Lagen im Grund sind landwirtschaftlich gut bearbeitbar. Die anderen Flächen der Gemarkung sind traktorengängig nicht leicht zu bearbeiten. Das Umland ist aber für den Tourismus gut geeignet.

## Geschichte
Für den Februar 1084 ist die urkundliche Ersterwähnung festgehalten worden.
Der Ort war und ist landwirtschaftlich geprägt. Während der DDR-Zeit wurde die St.-Elisabeth-Kirche saniert. Es half die Partner-Gemeinde Alfdorf. Um 1400 sollen die Plastiken von Maria entstanden sein.